# شهوت نوجوانی (فیلم ۲۰۱۴)
شهوت نوجوانی (به انگلیسی: Teen Lust) یک فیلم سینمایی کمدی سکسی کانادایی محصول سال ۲۰۱۴ به کارگردانی بلین توریر است. این فیلم اولین بار در تاریخ ۱۰ سپتامبر ۲۰۱۴ در جشنواره بین‌المللی فیلم تورنتو به نمایش درآمد و بازیگران اصلی فیلم جسی کری، داریل سابارا و آنی کلارک هستند.